# الاتحاد الوطني / تيكي
الاتحاد الوطني / تيكي (بالفرنسية: Union nationale patriotique) هو حزب سياسي في السنغال بقيادة مؤسسه مامادو لامين ديالو  في الانتخابات التشريعية في 3 يونيو 2007، فاز الحزب بنسبة 1.29٪ من الأصوات الشعبية ومقعد واحد من أصل 150 مقعدًا. فاز الحزب بمقعد واحد في داكار، للزعيم مامادو ديالو، خلال الانتخابات البرلمانية لعام 2017، كجزء من الائتلاف المعارض مانكو واتو، المحسوب على الرئيس السابق عبد الله واد.